# Uíge (província)
Uíge (por vezes erroneamente grafada como Uíje) é uma das 21 províncias de Angola, localizada na região norte do país. Sua capital está na cidade e município de Uíge.
Segundo as projeções populacionais de 2018, elaboradas pelo Instituto Nacional de Estatística, conta com uma população de 1 662 047 habitantes e área territorial de 58 698 km².
É constituída por 23 municípios: Alto Zaza, Ambuíla, Bembe, Bungo, Cangola, Damba, Dange Quitexe, Lucunga, Mabanza Sosso, Maquela do Zombo, Massau, Milunga, Mucaba, Negage, Nova Esperança, Puri, Quimbele, Quipedro, Sacandica, Songo, Sanza Pombo, Uíge e Vista Alegre.
A província recebe a alcunha de "terra do bago vermelho" ou "terra do grão vermelho", em alusão ao seu sustentáculo econômico, as imensas lavoras de café.

## Etimologia
O nome da província deriva da localidade do Uíge, onde foi fundado um posto militar pelos portugueses em 1917, que viria a ser a sede da circunscrição do Bembe a partir de 1923 e posteriormente sede do concelho do mesmo nome.
Há várias explicações para o nome Uíge, que comporta também as grafias Uíje (língua portuguesa arcaica) e Wizi (língua congo), onde a principal vertente diz vir de uma expressão da língua congo "wizidi", que significa "chegada", em alusão aos primeiros portugueses que se fixaram na região. Outra vertente correlaciona o nome ao rio Uíge.
De 1887 a 1961 a província do Uíge conservou o nome "Congo".

## História
Durante a Idade Média, a província do Uíge foi uma das áreas vitais do reino do Congo, uma entidade nacional dos povos congos localizada a norte e a sul do rio Congo, e também, em determinados períodos, pelos ambundos, localizado mais para o sul. Os monarcas do Reino do Congo viviam na cidade de Mabanza Congo, governando com grande autoridade, por vários séculos, toda a região. O seu reinado foi reforçado pela chegada de padres portugueses que viviam na corte do rei e ensinavam religião, bem como promoviam a alfabetização. A interacção com o domínio português sobre Luanda foi durante um longo período de tempo bastante marginal. A mudança ocorreu quando, no início do século XIX, os portugueses iniciaram a conquista e ocupação do território que actualmente constitui Angola. No início do século XX, o Reino do Congo ainda existia "no papel", assim como o tribunal de Mabanza Congo, mas tinha perdido qualquer poder efectivo.

### Do reino do Congo ao período colonial

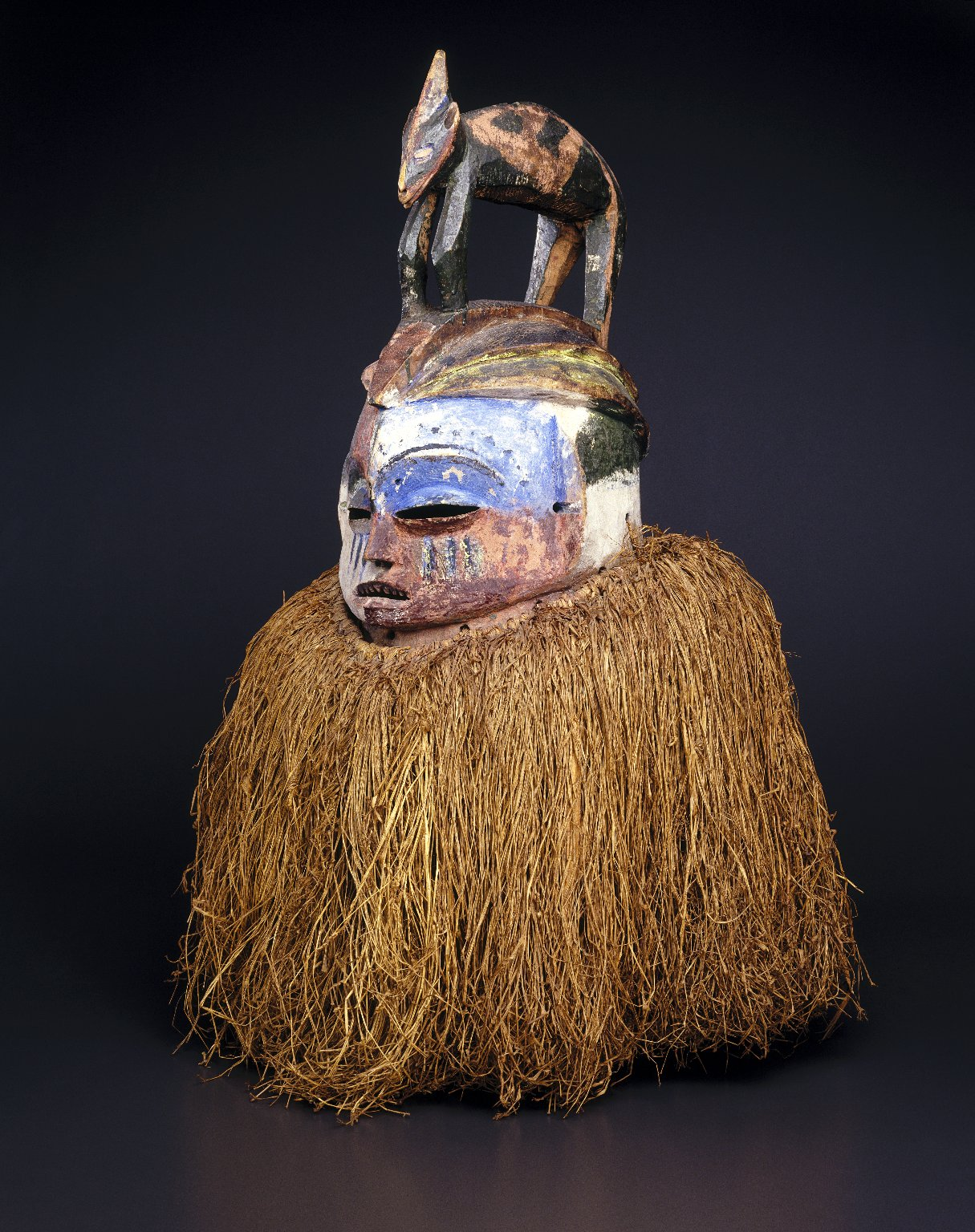
Uma máscara Hemba, no Museu do Brooklyn (2012), cultura pré-colonial dos povos basucos, que desenvolveu-se na província do Uíge.

Os contactos com os portugueses permitiram aos congos a abertura ao Atlântico e com isso desenvolveu-se o tráfico de escravos. Porém, as boas relações com Portugal foram muitas vezes dificultadas por tensões resultantes do tráfico de escravos. Por sua vez, as influências de missionários católicos manteve-se até ao século XVII, mas a sua actividade conheceu um grande declínio até à segunda metade do século XIX, e, quando foi reactivada, passou a ter concorrência dos protestantes da Igreja Baptista, que passaram a ter grande influência na formação de elites letradas e líderes comunitários.
No território da província desenvolvia-se uma entidade política tributária do reino do Congo, que inicialmente era uma província e depois tornou-se o "ducado de Bambata", que tinha como sede a cidade de Maquela do Zombo. Era uma entidade poderosa e seu território vital para o reino do Congo. Outra entidade poderosa foi o país Damba-Sosso, com capital em Mabanza Sosso, que dominou o centro geográfico uigino, tornando-se, depois, a província Sosso do reino do Congo.
Em 29 de outubro de 1665, teve lugar em território uigino, em Ambuíla, a batalha de Ambuíla que seria fatal para o reino do Congo. Nela, foi morto o rei António I do Congo e, com ele, perto de cinco mil homens, entre os quais muitos dos seus colaboradores. A cabeça do rei foi enterrada com solenidade de monarca cristão na Igreja da Nazaré, em Luanda, onde, ainda hoje, se encontram azulejos alusivos à batalha de Ambuíla. O reino do Congo fragmentou-se após a derrota em Ambuíla, fazendo surgir várias unidades políticas nos seus antigos domínios, como os reinos Sosso, Pombo e Damba, à parte.

### Resultados da Conferência de Berlim no Uíge
Antes da Conferência de Berlim o interesse português nas terras do Uíge assentava-se basicamente na exploração das minas de cobre de Mavoio, no Bembe, que iniciou-se em 1857, onde chegou-se a permitir a exportação de um importante quantitativo de minério, antes do seu encerramento devido às dificuldades de transporte para o Ambriz.
Após a Conferência de Berlim Portugal apressou-se para criar o "distrito do Congo", em ato no dia  31 de maio de 1887, cuja primeira capital foi a cidade de Cabinda Anteriormente os lusitanos já haviam buscado firmar o protetorado do Congo Português, criando o distrito como entidade administrativa.

### Evolução administrativa e territorial
Em 1914 o governador colonial José Norton de Matos decide por dar início a reestruturação da vila de Maquela do Zombo para fazê-la capital do distrito do Congo, no intuito de rivalizar com Quinxassa e Brazavile. Maquela do Zombo torna-se capital em 1917, porém a saída de Norton de Matos da função de governador colonial fez o projeto de construção de infraestruturas naquela localidade declinar, mantendo-se precariamente como capital do distrito do Congo até 1946.
No local onde hoje se encontra a cidade do Uíge, foi criado, pela portaria nº 60, de 6 de abril de 1917, um posto militar. Em 1923, o posto passou a sede da circunscrição e, mais tarde, ao de conselho do Bembe. A importância crescente da cultura do café e a subida do seu preço no mercado internacional, provocaram alterações radicais na economia do distrito do Congo, como por exemplo a estruturação da via de escoamento Estrada Uíge-Luanda (atual EN-120).
Em 1919 ocorre a primeira perda territorial do distrito do Congo, com a criação do distrito de Cabinda, no extremo-norte, e; 1922 o distrito do Congo divide-se em dois para dar origem ao distrito do Zaire. Esse quadro permanece até 1930, quando o Congo passa a tutelar a "Intendência-Geral de Zaire e Cabinda".
Em 1946 o governo colonial decide transferir definitivamente a capital da cidade de Maquela do Zombo para a vila do Uíge, esta última a partir de 1955 passando a denominar-se vila Marechal Carmona.
Em 1954, o distrito do Congo absorve juridicamente a parte sul da Intendência-Geral de Zaire e Cabinda, restando ainda sob sua tutela somente a "Intendência-Geral de Cabinda". Em 1955 a Intendência-Geral de Cabinda torna-se novamente distrito de Cabinda (atual província de Cabinda), desligando-se da tutela do Congo.
Posteriormente, pelo diploma legislativo ministerial nº 6, de 1 de abril de 1961, foi mudado o nome do distrito do Congo, passando a denominar-se "distrito do Uíge", e; a partir de terras divididas do distrito do Uíge, o mesmo ato recriou o distrito do Zaire (atual província do Zaire). Em 1972 todos os distritos angolanos tornaram-se províncias.

### Período das guerras
A cultura do café passou então a marcar a história de quase toda a região. Porém, factos como a usurpação de terras férteis, o trabalho forçado nas plantações dos colonos, o pagamento de impostos injustos, a obrigatoriedade da cultura do café e prejuízo a alimentares, contribuíram para o acontecimento dos ataques ao norte de Angola em 1961, promovidos pela Frente Nacional de Libertação de Angola (FNLA; àquela altura ainda como UPA), operação guerrilheira relâmpago que abrangeu praticamente todo o norte e noroeste de Angola. Por ser zona onde havia muitos fazendeiros brancos e trabalhadores ambundos e ovimbundos ao seu serviço, foi um dos locais escolhidos pela FNLA/UPA para fazer seu primeiro ataque, no município de Quitexe. O ataque guerrilheiro, que marcou o início definitivo da Guerra de Independência de Angola, teve um alto grau de violência, com a resposta dos colonizadores sendo ainda mais violenta e desproporcional, atingindo basicamente inocentes.

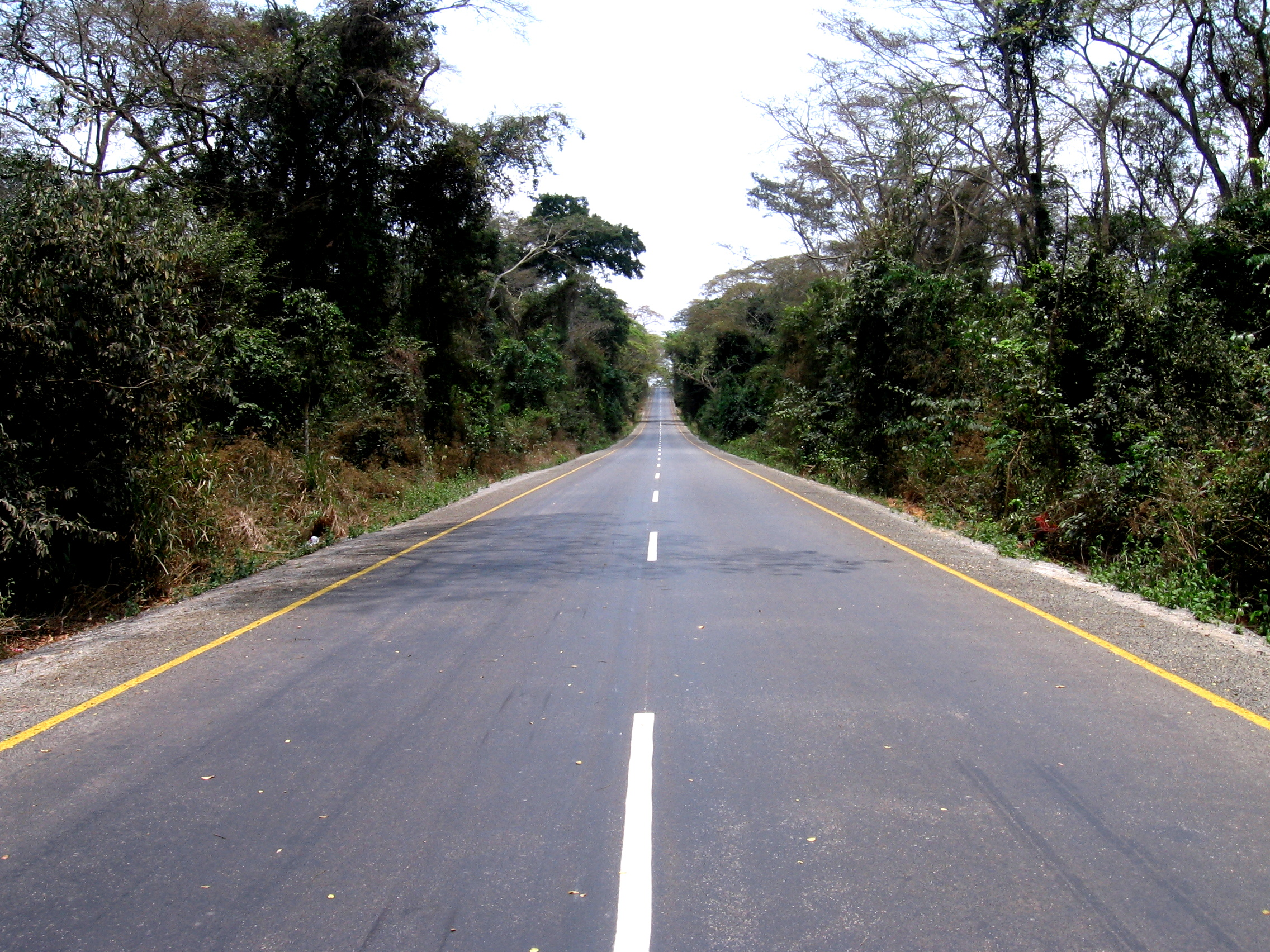
Rodovia EN-120, a antiga Estrada do Café, que liga a província do Uíge às províncias do Bengo e Luanda.

A revolta provocou importantes mudanças na política colonial portuguesa. Uma delas foi a reforma legislativa que abrangeu a concessão de terras, o trabalho forçado, a organização administrativa, o poder tradicional, os impostos e os mercados rurais. A contraofensiva portuguesa, aliada a intensa propaganda psicológica, provocou o regresso de grande parte da população que se havia refugiado nas matas ao convívio com os portugueses. Foram criadas as aldeias da paz em pontos estratégicos e teve início um novo tipo de relacionamento com os cafeicultores nativos, que representou um importante incentivo à produção de café e contribuiu, num primeiro momento, para atenuar a ação dos nacionalistas.
Com a montagem da IV Região Militar do Movimento Popular de Libertação de Angola (MPLA), abrangendo as Lundas (Norte e Sul), Malanje e Uíge, e o estabelecimento da Rota Agostinho Neto, a partir de 1968 os confrontos militares ganham um terceiro ator de peso (MPLA) que passa a operar com bastante sucesso no vale do rio Cuango (zona entre Cangola, Puri, Sanza Pombo, Milunga e Massau), com os portugueses conseguindo manter estrategicamente a zona central montanhosa de Mucaba, Negage e Carmona/Uíge e a FNLA a operar basicamente na zona do Bembe, de Ambuíla e Sacandica.
Mesmo com a guerra em curso, a região do Uíge chegou a produzir 74 mil toneladas de café comercial nos primeiros anos da década de 1970 quando a produção nacional havia atingido o máximo de 180 mil toneladas.
Uíge continuou a ser uma província muito castigada pelos conflitos, mesmo após a independência nacional, visto que não ocorreu a pacificação, mas a evolução para a Guerra Civil Angolana, de 1975 a 2002. Os habitantes da província tiveram suas casas destruídas e as infraestruturas uiginas foram seriamente abaladas, fazendo, do Uíge, uma das províncias mais pobres de Angola.
Se não bastasse a própria guerra civil, o território provincial uigino chegou a sofrer as consequências da Segunda Guerra do Congo, no episódio que ficou conhecido como a Operação Kitona, onde tropas estrangeiras a invadiram.

### Pós-guerra
O pós-guerra, em 2002, fez ressurgir a economia do café, que praticamente havia se extinguido desde a metade da década de 1970, fazendo com que as infraestruturas, como estradas e aeroportos, fossem revitalizadas.
Começando em outubro de 2004 e continuando em 2005, a província de Uíge foi o centro de um surto de febre hemorrágica de Marburg, uma doença intimamente relacionada ao ébola. Foi causada pelo vírus de Marburg, que é um vírus de RNA que causa a doença do macaco verde. Agora considerado sob controle, houve 374 casos com 88% de mortes. De acordo com a Organização das Nações Unidas, foi, na época, a pior epidemia mundial de qualquer tipo de febre hemorrágica.

## Geografia
A província faz fronteira a oeste com a província do Zaire, a norte e a leste com a República Democrática do Congo, a sudeste com a província de Malanje, e a sul com as províncias do Cuanza Norte e do Bengo.

### Clima
Na província encontram-se dois períodos climáticos bem definidos, sendo um chuvoso, denominado inverno, de outubro a maio e; um seco, denominada verão, de junho a setembro.
Segundo a classificação climática de Köppen-Geiger, é predominante na província o clima tropical de savana (Aw/As), com temperaturas variando entre 22ºC e 25ºC.

### Hidrografia
Os seus rios principais são: Cuango, Zadi, Dange, Lúria, Lucala e Luvulu. A principal bacia de irrigação é a do rio Congo.

### Ecologia, flora e fauna

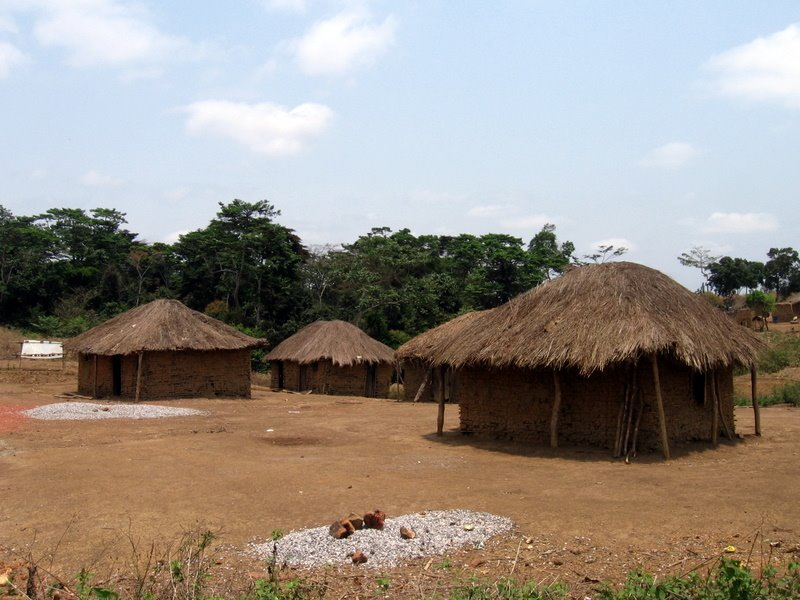
O tradicional vilarejo do Quimbo, em Uíge, em 2008.

Domina a totalidade da paisagem da província o "mosaico floresta-savana do Congo ocidental", uma ecorregião composta de pastagens arborizadas com trechos de floresta, bem como floresta perene seca nas proções com maior elevação e florestas de galeria de dossel denso ao longo dos rios, particularmente na zona mais interior do rio Cuango. O ecossistema de floresta-savana concentra uma fauna bastante diversificada, contando com o elefante-da-savana, a quissema, o muntual, o cabrito-cinzento, o pisco-de-peito-ruivo, o picanço-de-peito-laranja e o macaco-de-cauda-vermelha.

#### Patrimônio natural
A principal área de preservação das várias espécies raras é a Reserva Florestal do Béu, além de manchas florestais intactas no Planalto do Uíge e no Planalto de Buengas-Zaza.

### Relevo e geomorfologia
A província do Uíge é uma região bastante acidentada, constituída por 3 grandes zonas:
- Planáltica: constituída maioritariamente pela bacia dos sub-afluentes do rio Zaire. Esta zona é ondulada, mas, com ravinas fundas, principalmente nos rios de maior caudal.[6]
- Bacia do rio Mebridege: situa-se a sudoeste da linha Pete-Mucaba-Songo-Mabaia. Esta zona também é ondulada e de ravinas profundas junto dos rios.[6]
- Montanhosa: abrange o interior da província, sobretudo dos rios Loge e Dange, assim como as bacias dos afluentes.[6]

Entre as principais cadeias montanhosas da província estão o Planalto do Uíge (ou Cordilheira do Uíge), o Planalto de Buengas-Zaza, o Planalto do Congo, o Planalto de Camabatela, a Serra da Canda, a Serra do Cusso, a Serra de Mucaba (as três serras são parte das Bordaduras Planálticas do Congo) e os Morros do Alto Cauale. Esse relevo acidentado colabora para a cafeicultura.
Os solos predominantes nesta região são o ferralítico e o paraferralítico. A nível geológico, esta região é predominantemente constituída por rochas efusivas proterozóicas.

### Subdivisões
Administrativamente, a província está dividida em 44 comunas,, que inserem-se em 23 municípios, a saber: Alto Zaza, Ambuíla, Bembe, Bungo, Cangola, Damba, Dange Quitexe, Lucunga, Mabanza Sosso, Maquela do Zombo, Massau, Milunga, Mucaba, Negage, Nova Esperança, Puri, Quimbele, Quipedro, Sacandica, Songo, Sanza Pombo, Uíge e Vista Alegre.

## Economia
A economia da província baseia-se fundamentalmente nos sectores da agricultura e do comércio, havendo uma nascente e efêmera atividade industrial, concentrada nos grandes centros urbanos uiginos.

### Agropecuária e extrativismo

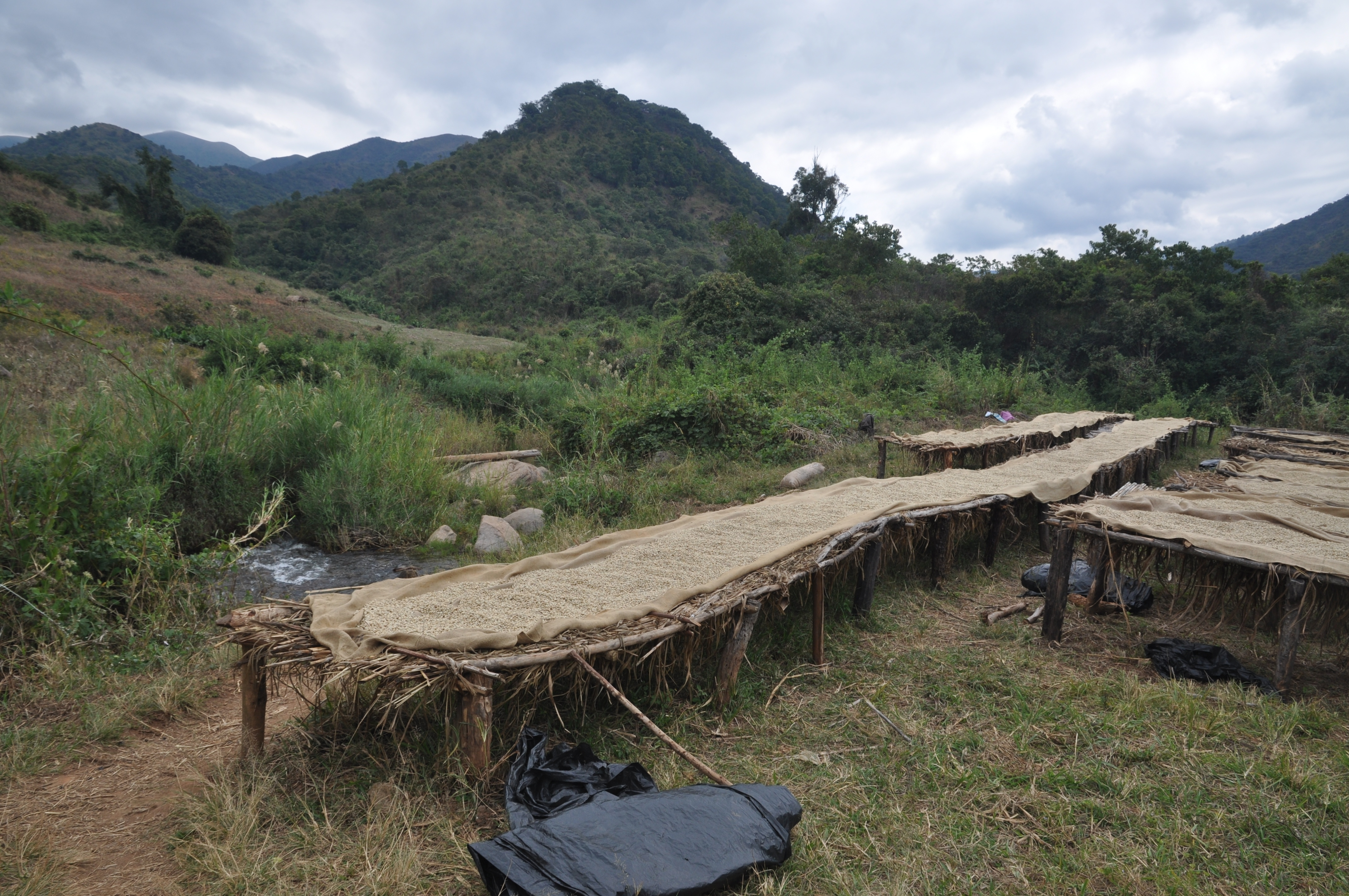
Armações suspensas para secagem do café após colheita.

O enquadramento orográfico da província e as suas condições ecológicas caracterizam-na de vocação agrícola, pecuária, silvícola e piscícola. O clima quente do Uíge é propício ao cultivo de café, frutas tropicais, mandioca, dendém, amendoim (jinguba), batata doce, feijão, cacau e sisal.
Também está incluída a criação de gado bovino, suíno e caprino, exercida em todo o território, tanto para corte quanto para leite, havendo também relevante número de galináceas para carne e ovos. A actividade piscatória, majoritariamente extrativista, é desenvolvida nas diversas lagoas e rios.
Na exploração florestal, a produção de madeira é baseada no corte de essências rústicas e na transportação de toros dentro e fora da província para serração.
Somente na atividade cafeeira estão registados cerca de 10 mil agricultores familiares, nos municípios de Negage, Dange, Songo, Damba, Mucaba, Pombo e Uíge. O café tinha, em 2011, uma área de 177.000 hectares em para sua destinação, dos quais se estima estarem plantados com café apenas 29.800 hectares.

### Indústria e mineração
No setor mineral, a província têm um subsolo muito rico, mas pouco explorado, com destaque para mineração industrial de cobre, cobalto, calcário, dolomite, enxofre, talco e zinco.
As plantas industriais da província concentram-se nas cidades de Negage e Uíge, sendo especializadas na agroindústria de transformação de alimentos, como carnes, ovos, leite e café, havendo também massa salarial na produção de materiais de construção e cerâmicos, bebidas e tabaco.

### Comércio e serviços
O comércio formal é exercido por micro e pequenas empresas e por operadores informais, existindo armazéns, minimercados, lojas, cantinas, lanchonetes, boutiques, tabacarias, farmácias, casas de fotografia, agências de telefonia móvel, mercados oficiais, etc.. Normalmente o comércio formal predomina no centro das cidades do Uíge, Maquela do Zombo, Quibele e Negage, enquanto que os outros municípios geralmente são receptores de mercadorias advindas desses quatro.
A atividade informal que lidera a massa financeira do comércio provincial uigino, onde vê-se principalmente a venda ambulante, nas ruas, de porta em porta e nos mercados municipais.
A prática do escambo da produção de café por óleo, sabão, sal, utensílios domésticos, mandioca, feijão e amendoim ainda subsiste. O escambo pode ser feito nos mercados ou diretamente com o produtor.
Em matéria de serviços, é na capital que assenta-se a maioria deles, havendo grande oferta em áreas administrativas e financeiras, ocorrendo também serviços de entretenimento, saúde e educação.

## Cultura e lazer
A província do Uíge tem um acervo histórico-cultural rico, assentado nas construções pré e pós coloniais, de onde destacam-se o Fortim de Maquela, o Forte de São José do Encoje, a Fortaleza do Bembe, o Palácio da Administração do Concelho, a Igreja de São José, as figuras rupestres de Quisadi e da Cabala e a Pedra do Tunda.
A província uigina possui uma das mais originais e relevantes tradições culinárias de Angola, tendo como o pratos típicos mais relevantes a quizaca, o micate, o funge de bombó e, particularmente, o catato.
Já nos pontos de interesse natural, a província do Uíge têm como destaque as quedas do Bombo, do Massau e de Camulungo, as lagoas do Feitiço, Luzamba, Mavoio e Sacapete, além do Vale do Loge e dos Morros do Alto Caual.

## Ligações Externas
- «Governo Provincial do Uíge»